# Syngamia deformalis
Syngamia deformalis là một loài bướm đêm trong họ Crambidae.